# 圖蒂區
圖蒂區（西班牙語：Distrito de Tuti），是秘魯的一個區，位於該國南部阿雷基帕大區的卡伊尤馬省，面積241.89平方公里，海拔高度3,790米，2005年人口1,011，人口密度每平方公里4.2人。